# 羅克格羅夫鎮區 (愛荷華州弗洛伊德縣)
羅克格羅夫鎮區（英語：Rock Grove Township）是位於美國愛荷華州弗洛伊德縣的一個行政鎮區。

## 地方資料
根據2010年美國人口普查的數據，羅克格羅夫鎮區的面積為103.39平方千米，當中陸地面積為103.32平方千米，而水域面積為0.07平方千米。當地共有人口1849人，而人口密度為每平方千米17.88人。